# Kobyły
Kobyły – wieś w Polsce położona w województwie kujawsko-pomorskim, w powiecie chełmińskim, w gminie Stolno.

## Podział administracyjny
W latach 1975–1998 miejscowość administracyjnie należała do województwa toruńskiego.

## Demografia
Według Narodowego Spisu Powszechnego (2011) wieś liczyła 138 mieszkańców. Jest jedenastą co do wielkości miejscowością gminy Stolno.

## Historia
Kobyły za czasów krzyżackich stanowiły  własność rycerską. W 1413 roku był odnotowany rycerz  Jakub Kobylski. W 1570 roku miejscowość należy do Jana Kobylskiego który ma 12 łanów  ziemi, 4 zagrodników. W 1665 roku dziedzicem Kobył  był Władysław Kiełczewski.

## Zabytki
Według rejestru zabytków NID na listę zabytków wpisany jest park dworski z 2 połowy XIX w., nr rej.: A/295 z 6.03.1985.